# Giovanni Maria Baldassini

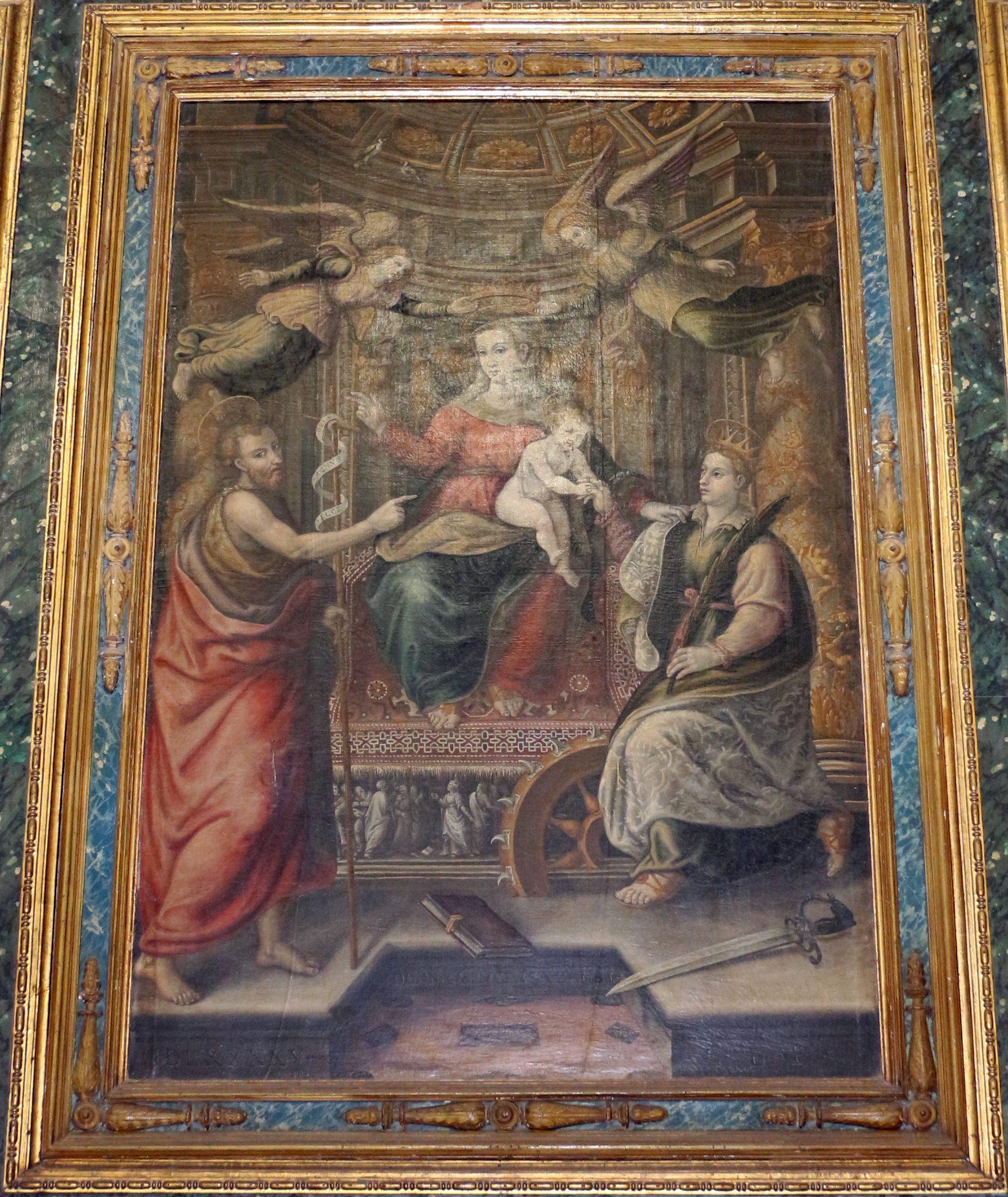
Vierge et Saint intronisée, église Saint Augustin de Gubbio

Giovanni Maria Baldassini (né à Gubbio (1540-1601)  est un peintre italien de la fin de la Renaissance actif au XVIe siècle.

## Biographie
Giovanni Maria Baldassini est documenté pour la première fois en 1566 dans le cadre d'une commission mineure pour la Confraternita dei Bianchi à Gubbio. 
Élève de Benedetto Nucci ,  il a été actif à Gubbio sa ville natale où il a peint la Trasfigurazione del Signore sul Monte Tabor e Santi ( Basilique Saint-Ubaldo de Gubbio),  une Madonna del Rosario (1620) pour l'église de San Nicolò in Cantiano.